# 北野神社 (練馬区東大泉)
北野神社（きたのじんじゃ）は東京都練馬区東大泉にある神社。大泉天神（おおいずみてんじん）とも称される。

## 概要
創建年代は不明である。かつては「三十番神社」という名称であり、土支田村の鎮守であった。
明治時代の神仏分離政策により、「北野神社」に改称した。
明治以降、この地域が「大泉」と呼ばれるようになったため、「大泉天神」という別名もある。

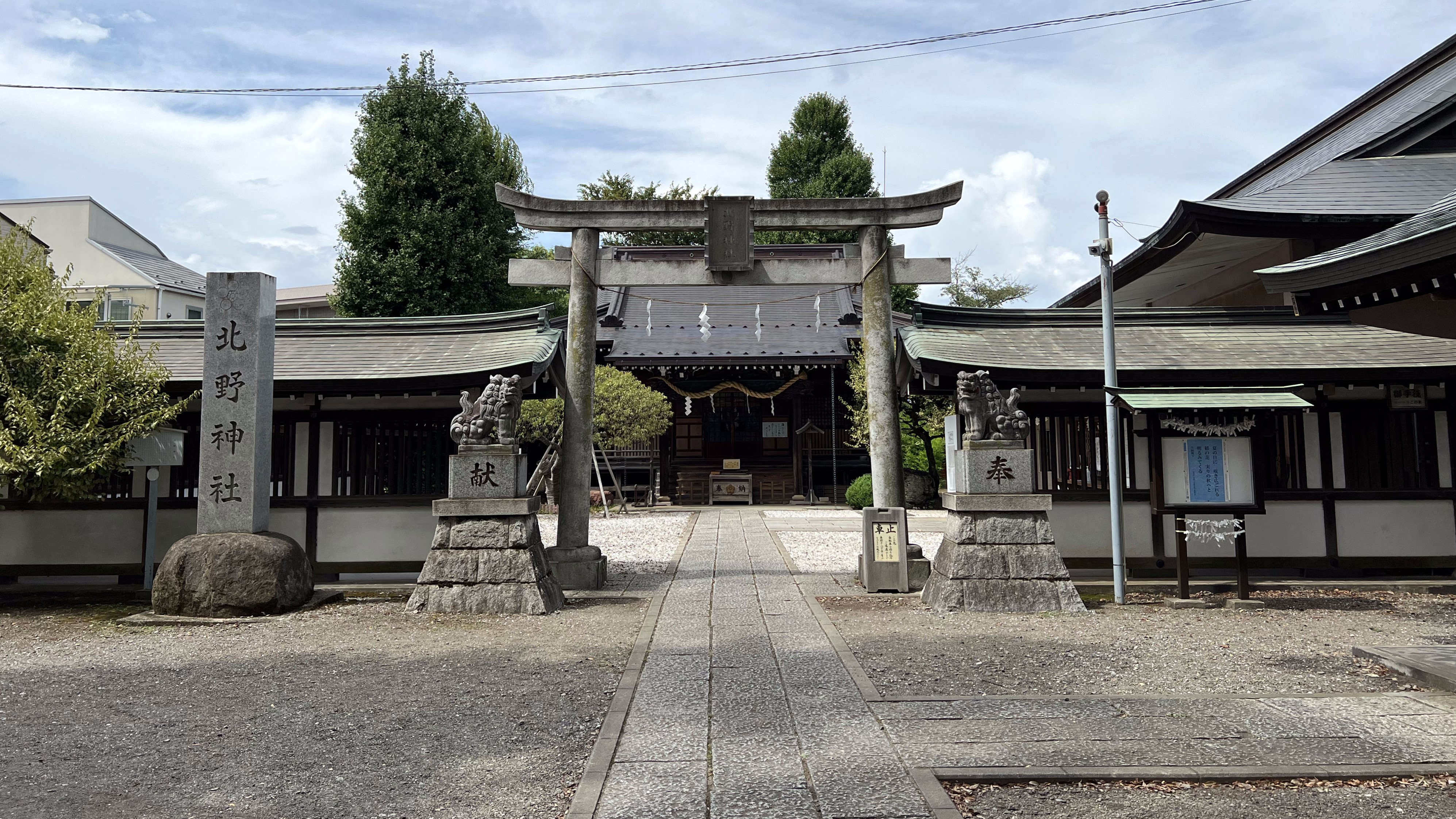
鳥居
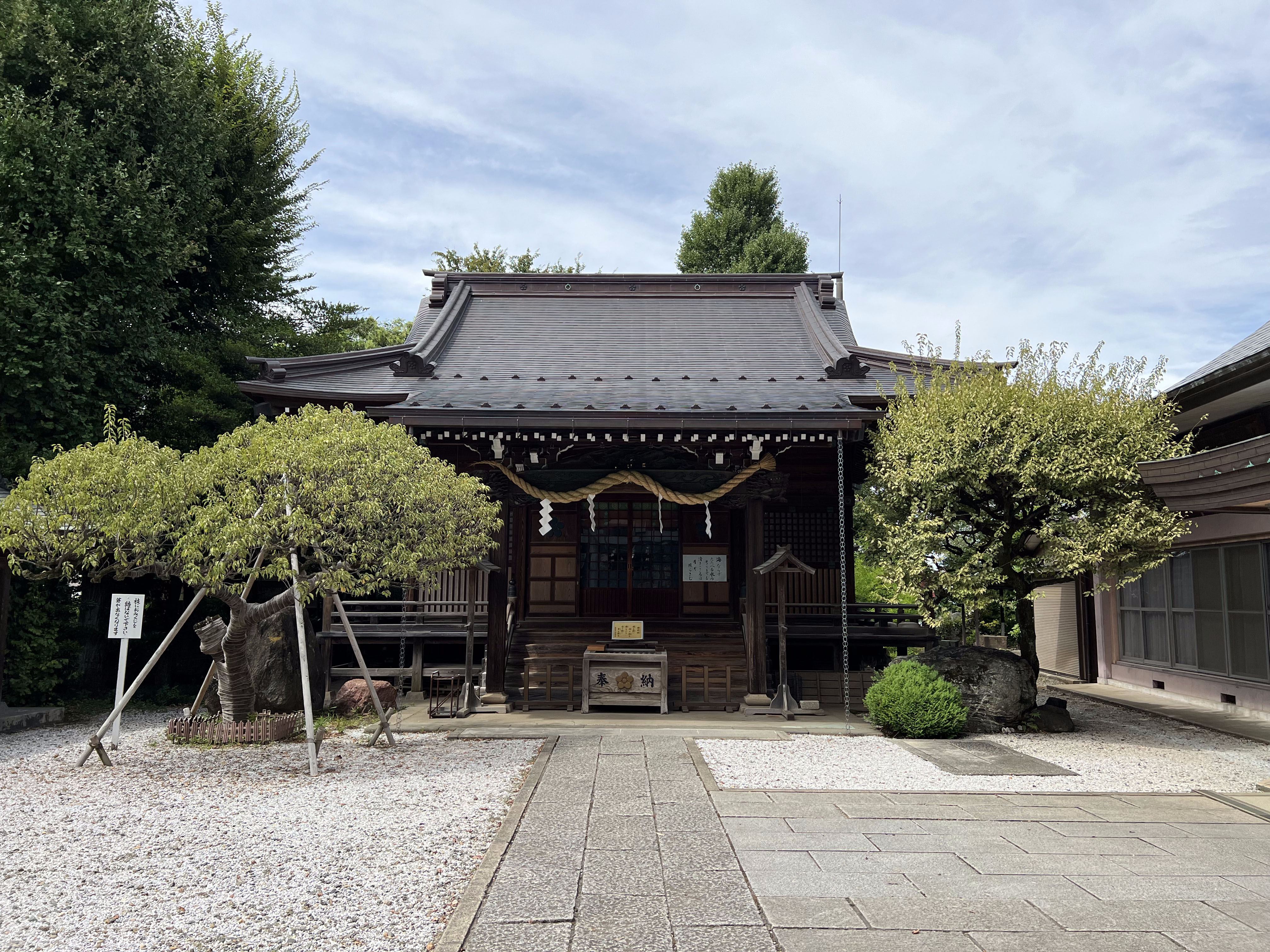
拝殿

## 交通アクセス
- 大泉学園駅より徒歩3分。

## 関連文献
- 「土支田村 三十番神」『新編武蔵風土記稿』 巻ノ13豊島郡ノ5、内務省地理局、1884年6月。NDLJP:763977/48。